# Spartacusopstand

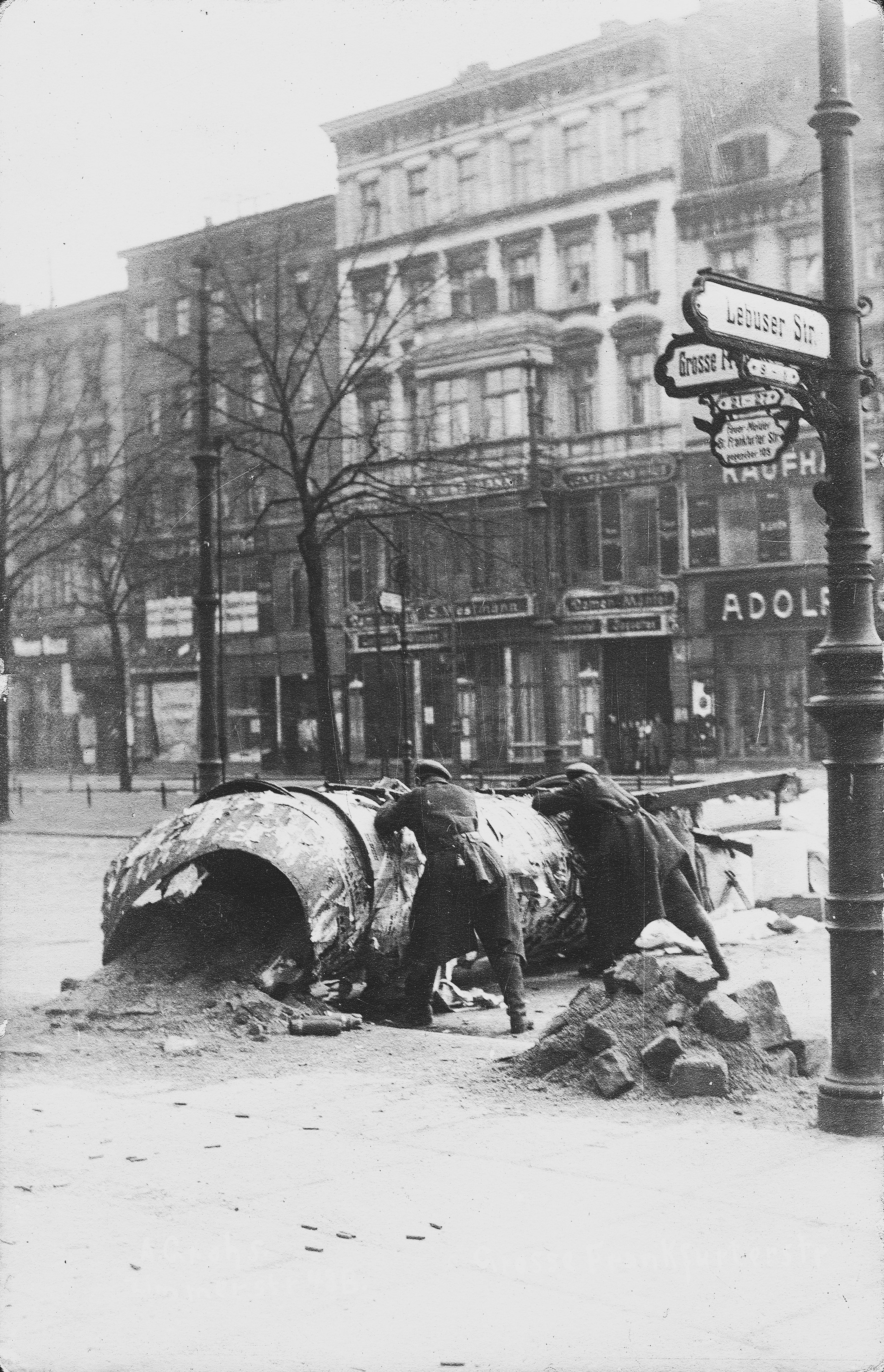
Barricades in Berlijn bij de Spartacusopstand

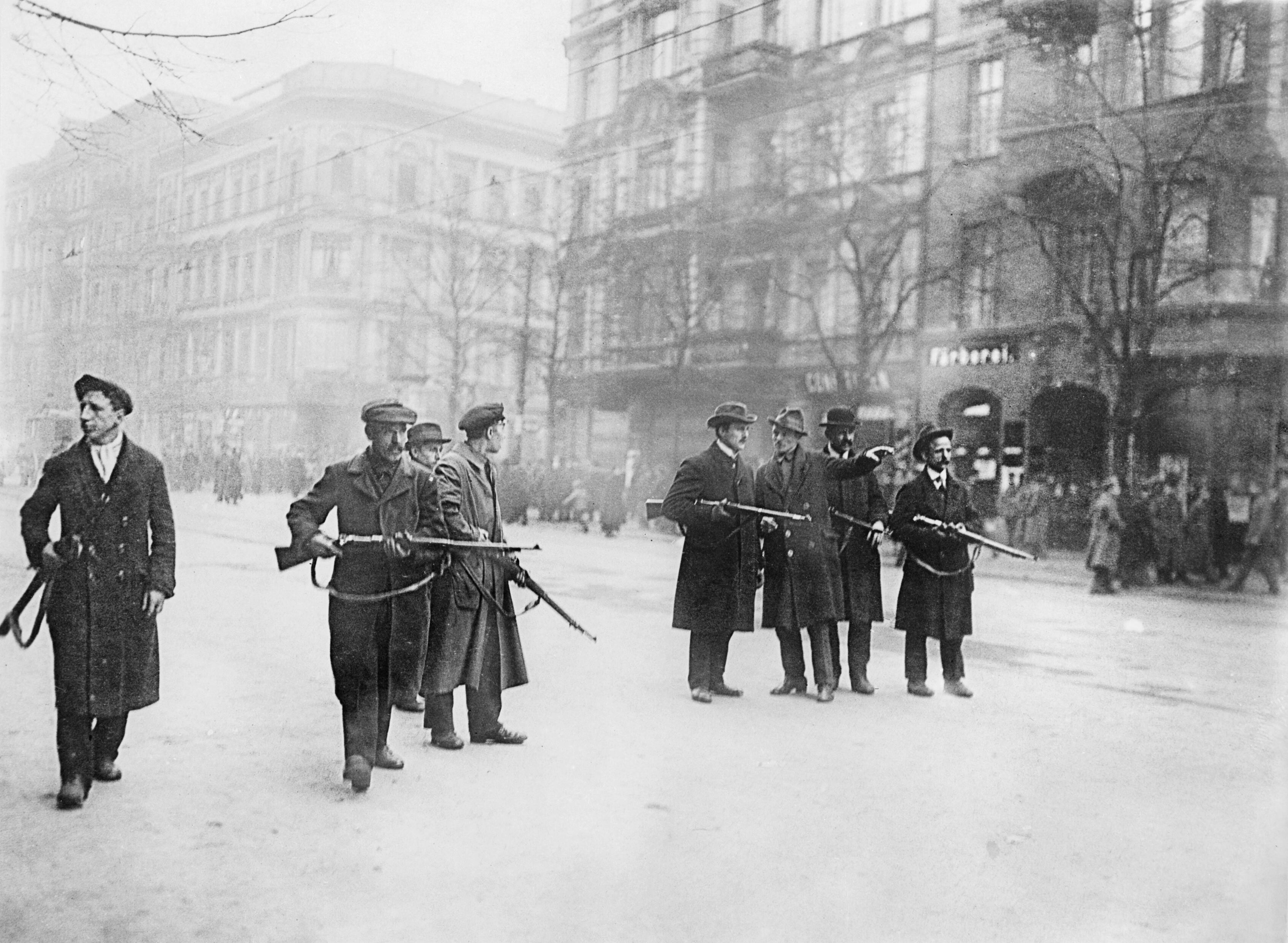
Spartacisten

De Spartacusopstand, ook bekend als de Januari-opstand, was een opstand geïnspireerd door de Kommunistische Partei Deutschlands  (KPD) in januari 1919. Deze opstand volgde na, of was een onderdeel van de Novemberrevolutie. De Spartacusbond, opgericht door onder anderen Karl Liebknecht en Rosa Luxemburg, probeerde in samenwerking met de Unabhängige Sozialdemokratische Partei Deutschlands (USPD) en de linkse revolutionairen tevergeefs in Berlijn de macht te grijpen en daar een sociaaldemocratie of een radenrepubliek te stichten, naar het voorbeeld van de bolsjewieken in Rusland. 

## Machtsstrijd
De machtsstrijd was het resultaat van de abdicatie van keizer Wilhelm II en het aftreden van de kanselier prins Max van Baden op 9 november 1918, die de macht overdroeg aan Friedrich Ebert als leider van de grootste partij in het Duitse parlement. Nadat Ebert en het regeringslid Otto Landsberg kort werden gevangen gehouden door een marine-eenheid van de opstandige divisie volksmarine in Berlijn en tegen losgeld werden vrijgelaten, gaf Ebert de opdracht aan het leger om met geweld op te treden tegen de opstandelingen. Maar toen het aantal rebellen steeds maar toenam, gaf hij opdracht aan het leger terug te keren naar de kazernes. Dit halfslachtig optreden was het sein voor de Spartacusbond om op te roepen tot revolutie. Op 25 december werd de drukkerij van het SPD-blad Vorwärts bezet door de Spartacisten. In deze gespannen situatie verliet op 27 december 1918 de links-socialistische USPD de regering-Ebert. Op 31 december 1918 werd het stichtingsproces van de KPD beëindigd. 

## Stakingen
De opstand leidde tot algemene onrust waarop overal stakingen uitbraken: in Bremen, het Roergebied, het Rijnland, Saksen, Hamburg, Thüringen en in Beieren. De regering nam de touwtjes in handen en wilde de stakingen  door het leger laten neerslaan. Op 5 januari 1919 kondigde de regering de staat van beleg af. Op 8 januari 1919 beval kanselier Ebert het Freikorps de opstandige werklui aan te vallen. Het Freikorps bestond uit getrainde, afgezwaaide soldaten uit de Eerste Wereldoorlog. Zij bezaten wapens en militaire uitrusting. Dit gaf hun een voordeel. Zij heroverden vlug de gebarricadeerde straten en gebouwen van waaruit weerstand werd geboden. Veel van de opstandelingen gaven zich over. Er stierven gedurende de gevechten 156 burgers en 17 soldaten uit het Freikorps. Op 11 januari 1919 kondigde Gustav Noske, lid van de Sozialdemokratische Partei Deutschlands (SPD) af dat de revolutionaire Spartacusopstand in Berlijn was neergeslagen.

## Neergeschoten
Op 15 januari 1919 werden de KPD-leiders Rosa Luxemburg en Karl Liebknecht gearresteerd in een appartement in Berlijn-Wilmersdorf. Zij werden overgedragen aan de zwaarbewapende Garde-Kavallerie-Schützen-Division, de grootste militaire eenheid van het Freikorps. Zij werden ondervraagd door de commandant kapitein Waldemar Pabst. Nog dezelfde avond werden ze met geweerkolven bewusteloos geslagen en ten slotte neergeschoten. Het lichaam van Rosa Luxemburg werd in het Landwehrkanaal geworpen, waar het pas werd teruggevonden op 31 mei 1919. Het lichaam van Karl Liebknecht werd anoniem overgebracht naar een lijkenhuis.

## Weimar
Doordat de onrusten in Berlijn nog niet volledig afgelopen waren, besloot de demissionaire rijkskanselier Friedrich Ebert (SPD) om op 6 februari 1919 het parlement te laten bijeen komen in Weimar, en niet in Berlijn, om een nieuwe regering te vormen. Zij moesten het land een nieuwe, republikeinse grondwet geven. Dit gaf aanleiding tot de uitdrukking "Weimarrepubliek".